# Евтаназія
Евтана́зія (грец. ευ — добре + грец. θάνατος — смерть) — припинення життя людини у швидкий та безболісний спосіб. Її застосовують для людей, котрі мають невиліковне захворювання й більше не хочуть терпіти біль.
Термін «евтаназія» вперше вжив Ф. Бекон у XVII ст., щоб визначити «легку смерть».
Фома Аквінський розмежовує правову та моральну сторону евтаназії, що не є тотожними. Та вважає, що те, що суперечить моралі, не завжди потрібно забороняти законом.
Евтаназія вважається виключно медичною процедурою, тобто повинна виконуватись медичним працівником, що породжує конфлікт лікаря та його обов'язку дотримуватись правил медичної етики, та присяги Гіппократа.
Станом на 2021 рік, евтаназію в певній формі офіційно дозволено лише в кількох країнах: Бельгії, Люксембурзі, Нідерландах, Португалії, Швейцарії, Німеччині, Канаді, Колумбії, частині Австралії, деяких штатах США, також парламент Іспанії 17 грудня 2020 року проголосував за легалізацію евтаназії, нині законопроєкт переданий на розгляд до Сенату Іспанії з подальшим внесенням змін до нього.
Згідно зі ст. 27 Конституції України ніхто не може бути свавільно позбавлений життя. Обов'язок держави — захищати життя людини. Кожен має право захищати своє життя і здоров'я, життя і здоров'я інших людей від протиправних посягань.
Відповідно до ч. 2 ст. 281 Цивільного кодексу України (надалі — ЦКУ) фізична особа не може бути позбавлена життя. Також, згідно з ч. 4 ст. 281 ЦКУ забороняється задоволення прохання фізичної особи про припинення її життя. Тому, спираючись на чинне законодавство, можна зробити висновок, що дії медичного працівника кваліфікуються як умисне вбивство (ч. 1 ст. 115 Кримінального кодексу України), а саме як умисне протиправне заподіяння смерті іншій людині та карається позбавленням волі на строк від семи до п'ятнадцяти років.
Є думка, що паліативну допомогу можна вважати за відносну альтернативу евтаназії.

## Історія
У багатьох країнах евтаназію обґрунтовують правом на смерть і свободою вибору людини. Згоду на умертвіння вважають за достатню умову для того, щоб пришвидшити смерть людини.
У часи античності дітей вбивали через генетичні прояви фізичних вад, а старших людей — через непродуктивність з економічної точки зору. У нацистській Німеччині також умертвляли людей, посилаючись на процедуру медичної гігієни. На початку ХХ століття у багатьох європейських країнах все більше голосів лунало за легалізацію евтаназії. У 1935 році створено товариства, які боролися за легалізацію евтаназії «Англійське товариство добровільної евтаназії», у 1938 році — «Американське товариство евтаназії». 1936 року вийшов фільм, який пропагував лагідну смерть. 1980 року Ганс Атротт засновує «Німецьке Товариство гідної смерті людини».
Нідерланди — перша країна, у якій з 2002 року легалізували евтаназію. 1982 року заснували Комісію з питань евтаназії, 10 квітня 2001 року прийняли закон про «Контроль над закінченням життя за бажанням і допомогою у самогубстві». У вересні 2004 року було розроблено Гронінгенський протокол, який встановлює критерії для проведення дитячої евтаназії без притягнення до відповідальності лікаря. Станом на 2022 рік в Нідерландах було здійснено 8720 випадків евтаназії, що становить 5 % від усіх смертей, що є на 4 % більше, ніж роком раніше.
У Швейцарії дозволена евтаназія не тільки для місцевих мешканців, а і для іноземців, за умов, що пацієнт має показання для застосування евтаназії та сам приймає препарат, що приводить до смерті. Внаслідок чого до країни склався потік евтаназійних туристів.
У листопаді 2015 року Німеччина прийняла закон, що дозволяє евтаназію.
У квітні 2021 року уряд Чилі схвалив закон, що дозволив евтаназію.
Пасивна евтаназія, лише у випадках, коли пацієнт знаходиться у стані термінальної коми, дозволена в Ізраїлі, Франції, не суперечить чинному законодавству Швеції та Фінляндії.
Законодавством України заборонені будь які форми евтаназії в Україні.

## Види евтаназії
Щодо людини евтаназія буває:

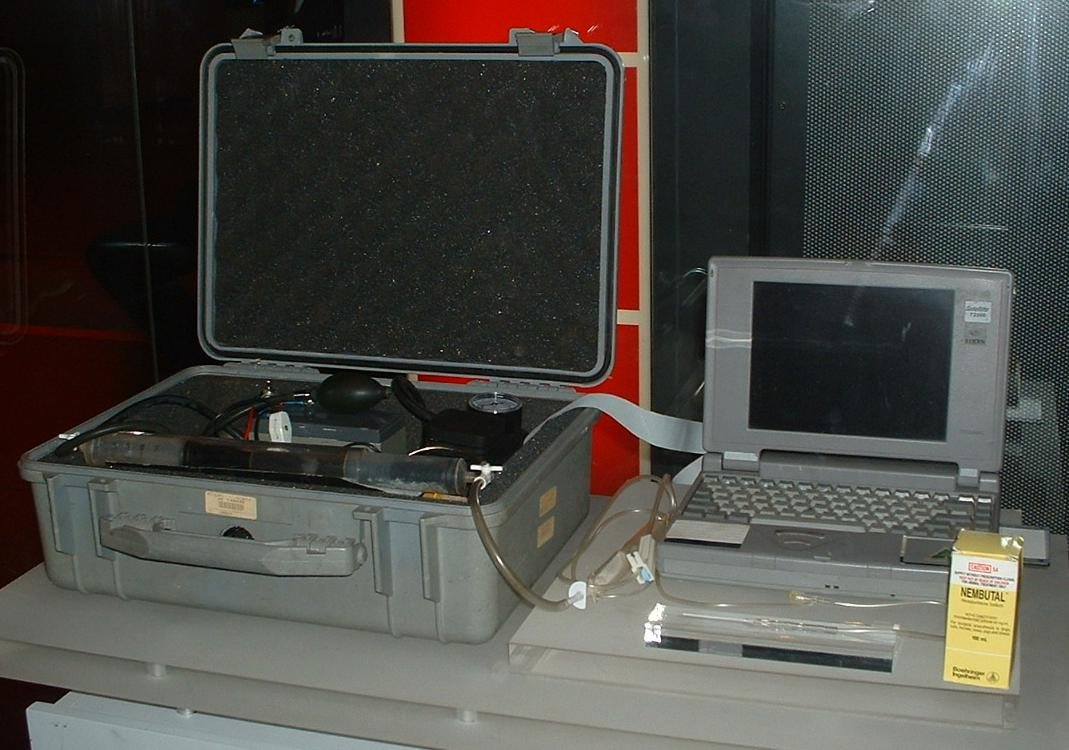
Прилад для евтаназії

- Добровільна, яка проводиться за згодою пацієнта. Активна добровільна евтаназія є законною у Бельгії, Люксембурзі та Нідерландах. Пасивна добровільна евтаназія є законною на всій території США (за справою Крузан проти директора Департаменту охорони здоров'я Міссурі). Коли пацієнт самостійно приймає смерть, але за сприяння лікаря, часто використовується термін «асистоване самогубство». Допомога у самогубстві законна у Швейцарії та американських штатах Каліфорнія, Орегон, Вашингтон, Монтана та Вермонт.
- Недобровільна, яка проводиться, коли згода пацієнта неможлива. Для дітей є незаконною у всьому світі, але декриміналізована за певних обставин у Нідерландах згідно з Гронінгенським протоколом.
- Примусова, яка проводиться всупереч волі людини. У світі розглядається як кримінальний злочин.

За способом досягнення смерті:
- Активна евтаназія, яка передбачає введення людині, що помирає, ліків або застосування інших дій, що викликають швидку смерть. Активною евтаназією часто вважають і самогубство з лікарською допомогою (надання хворому на його прохання препаратів, які вкорочують життя).
- Пасивна евтаназія, яка передбачає умисне припинення підтримувальної терапії хворого.

## Суперечки щодо евтаназії
Історично дебати про евтаназію, як правило, зосереджувались на низці ключових проблем, які покликана вирішувати біоетика. В сучасному світі науковці не дійшли щодо єдиних критеріїв, які могли би вважатися єдино правильними щодо етичності та моральності застосування цієї процедури.
Історично евтаназія має прихильників та опонентів.
Опоненти евтаназії звертають увагу на те, що ця процедура суперечить медичній етиці, а також клятві Гіппократа, яку дає лікар.
На думку опонента евтаназії Езекііля Еммануеля, прихильники евтаназії подали чотири основні аргументи: а) те, що люди мають право на самовизначення, і тому їм слід дозволити самостійно вибирати свою долю; б) допомога особі померти може бути кращим вибором, ніж вимагати, щоб вони продовжували страждати; в) відмінність між пасивною евтаназією, яка часто дозволяється, та активною евтаназією, не є суттєвою; г) дозвіл на евтаназію не обов'язково призведе до неприйнятних наслідків. Активісти за евтаназію часто вказують країни, як-от Нідерланди та Бельгія, а також на штати, як-от Орегон, де евтаназія легалізована, і переважно це не є проблемою.
Подібним чином Еммануель стверджує, що є чотири основних аргументи, представлені противниками евтаназії: а) не всі смерті є болючими; б) доступні альтернативи, як-от припинення активного лікування у поєднанні із застосуванням ефективного знеболення; в) відмінність між активною та пасивною евтаназією є морально значущою; г) легалізація евтаназії поставить суспільство на «слизький схил», що призведе до неприйнятних наслідків.
Часто суперечки точаться через етичне чи релігійне підґрунтя.

### Дебати щодо евтаназії в Нідерландах
Один з дискусійних випадків — Аурелія Броуверс, 29-річна нідерландка, яка мала психічний розлад особистості, але при цьому була здоровою фізично, зазнала евтаназії на її власне прохання. Противники «вбивства за допомогою лікаря» висловили рішуче обурення діями голландських медиків, які ввели смертельну ін'єкцію Аурелії. Жінка впродовж восьми років домагалася через суд, щоб її життя було припинене. Провівши майже три роки у психіатричній лікарні і два з половиною — у в'язниці, Аурелія заявляла, що важка депресія робить її життя нестерпним, що на практиці призводило до спроб самогубства і нанесення собі ушкоджень. Вона також стверджувала, що має граничне порушення особистості, синдром тривоги і аддикцію, і «чує голоси». Молода жінка померла в оточенні близьких, написавши за дві години до смерті у фейсбуці: «Сьогодні я, нарешті, вмираю».
В останні роки життя Броуверс здобула широку популярність у Нідерландах та інших країнах як активний борець за розширення можливостей для добровільного відходу з життя молодих людей, які потерпають від психічних захворювань. Реагуючи на смерть дівчини, директор британського альянсу «Турбота, а не смерть» доктор Пітер Сондерс заявив:
|  | Цей трагічний випадок показує, що законодавці неспроможні дозволити евтаназію, не розширюючи коло категорій осіб, які нібито мають на неї право. Ми бачили, що спочатку в Нідерландах почали вбивати дорослих дієздатних, що перебувають у термінальній стадії хвороби. Потім настала черга дітей, людей похилого віку з деменцією і психічно хворих». «Щойно ми погодимося, що в деяких умовах можна забирати життя людей, життя яких нібито не потребує продовження, розширення списку таких умов — неминучі. Процес вийде з-під контролю», — переконаний Сондерс. — Єдиний варіант, який можливий у даній ситуації, — повна заборона на будь-які форми евтаназії. |

На думку представника організації «Catholic Voices» Джо Ронана, «фізично здорову 29-річну жінку схиляли до самогубства, оскільки вона була близькою до прихильників евтаназії». Станом на 2016 рік у Нідерландах щороку від евтаназії помирають понад 6000 людей.
Нідерландський регулятор з питань евтаназії Берна вам Баарсен пішла у відставку на знак протесту проти вбивства пацієнтів, що мають деменцію. Вона заявила, що в її країні стався «величезний зсув» в інтерпретації умов для добровільного відходу з життя. Раніше, 2014 року, посаду регулятора з питань евтаназії залишив професор Тео Бур, який активно закликав європейських законодавців не наслідувати приклад Нідерландів.

### Суспільна думка про евтаназію у Великобританії
Водночас суспільна думка відрізняться від думки релігійних організацій. Так, опитування Populus 2015 року у Великій Британії виявило широку громадську підтримку померлим, яким допомогли. 82 % людей підтримали запровадження законів про допомогу у помиранні, у тому числі 86 % людей з інвалідністю.
Європейський Союз встановив, що не можна тлумачити двояко ст. 2 Європейської конвенції про право людини на життя, в якій іде мова про право на життя, та не дає цілком протилежне право на смерть, а також не передбачає надання людини самовизначення обирати право на смерть а не право на життя.